# Napoleon (musikgrupp)
Napoleon var ett soulpop-band från Uppsala. De hade under sommaren 2007 en P3-hit med låten Cleopatra, och uppmärksammades efter detta bland annat av Storbritanniens största musikblogg Popjustice. och nominerades till årets nykomling vid P3-guldgalan 2007.
Våren 2009 släppte Napoleon debutsingeln "I love My Baby (But if Anyone Touches Her I’ll Kill Them)" i Storbritannien, vilken utsågs till månadens hit på både BBC Radio 6 och BBC Radio 2.. Bandets debutalbum fick goda recensioner i brittiska tidningar som The Guardian och The Independent. 
Bandets låtskrivare var Alexander Havelda och Henrik Gellin, som efter uppbrottet turnerade med banden Sound of Arrows . Med i bandet var också Joakim Medin, som senare blev journalist och utrikeskorrespondent, samt Markus Allard.

## Källhänvisningar
1. ↑  ”Napoleon “I Love My Baby (but if anyone touches her I’ll kill them) | mixtape maestro”. mixtapemaestro.net. http://mixtapemaestro.net/2009/01/napoleon-i-love-my-baby-but-if-anyone-touches-her-ill-kill-them.html#.Vgp3Lsuqqko. Läst 29 september 2015.
2. ↑  ”Napoleon - I Love My Baby (But If Anyone Touches Her I’ll Kill Them) | Single Reviews | Clickmusic | Online Music News, Downloads, Videos & More”. www.clickmusic.com. Arkiverad från originalet den 1 oktober 2015. https://web.archive.org/web/20151001031944/http://www.clickmusic.com/singles/article/Napoleon-I-Love-My-Baby-But-If-Anyone-Touches-Her-Ill-Kill-Them. Läst 29 september 2015.
3. ↑  ”Napoleon: Dynamite Music from Sweden - Music Snobbery”. www.musicsnobbery.com. Arkiverad från originalet den 30 september 2015. https://web.archive.org/web/20150930102225/http://www.musicsnobbery.com/2007/09/napoleon-dynami.html. Läst 29 september 2015.
4. 1 2  ”#1 Hits From Another Planet”. http://alienhits.blogspot.se/search?q=napoleon. Läst 29 september 2015.
5. ↑  ”Uppsalapop med potential”. www.unt.se. http://www.unt.se/24unt/uppsalapop-med-potential-133927.aspx. Läst 29 september 2015.
6. ↑  ”Skivrecensioner”. http://ng.se/recensioner/musik/napoleon-%25E2%2580%2593-bohemians-won-series-and-little-guy-joined-band. Läst 29 september 2015.
7. ↑  ”Alla vinnare och nominerade 2007”. Sveriges Radio. http://sverigesradio.se/sida/artikel.aspx?programid=3964&artikel=4933889. Läst 17 januari 2015.
8. ↑  ”P3s spellista - P3”. http://sverigesradio.se/sida/artikel.aspx?programid=3634&artikel=1567898. Läst 28 september 2015.
9. ↑  ”23/01/2009, Shaun Keaveny - BBC Radio 6 Music”. BBC. http://www.bbc.co.uk/programmes/b00gtcf6. Läst 28 september 2015.
10. ↑  ”22/01/2009, Steve Wright in the Afternoon - BBC Radio 2”. BBC. http://www.bbc.co.uk/programmes/b00grfs9. Läst 28 september 2015.
11. ↑  ”Napoleon - 'I Love My Baby...' - Popjustice”. http://www.popjustice.com/songs/napoleon-i-love-my-baby/24640/. Läst 28 september 2015.
12. ↑  ”Napoleon - Bohemians won the series and the little guy joined the band”. http://zeromagazine.nu/2009/11/09/napoleon-bohemians-won-the-series-and-the-little-guy-joined-the-band/. Läst 29 september 2015.
13. 1 2  ”The Portastylistic: Napoleon - Bohemians Won The Series And The Little Guy Joined The Band (2009)”. theportastylistic.blogspot.se. http://theportastylistic.blogspot.se/2009/04/napoleon-bohemians-won-series-and.html. Läst 29 september 2015.
14. ↑  ”Kick Kick Snare - Napoleon: Baghdad, Me And The Hitman Joseph”. Arkiverad från originalet den 29 september 2015. https://web.archive.org/web/20150929214455/http://kickkicksnare.com/2010/03/24/napoleon-baghdad-me-and-the-hitman-joseph/. Läst 29 september 2015.
15. ↑  ”Napolean Release New Single-- Baghdad, Me and The Hitman Joseph | BoomBoomChik”. BoomBoomChik. http://boomboomchik.com/2010/03/napolean-release-new-single-baghdad-me-and-the-hitman-joseph.html. Läst 29 september 2015.
16. ↑  ”Uppsalatidningen 2009 - nr 06 - Flashpublisher 2.0”. pdf.direktpress.se. Arkiverad från originalet den 1 oktober 2015. https://web.archive.org/web/20151001042627/http://pdf.direktpress.se/flashpublisher/magazine/5486/page/18. Läst 29 september 2015.
17. ↑  ”Napoleon, blåögd soul-svängigt gäng - GROOVE - Sveriges största musiktidning”. www.groove.se. http://www.groove.se/site/artikel.asp?artId=556. Läst 29 september 2015.
18. ↑  ”Montt Mardié, Napoleon och O’Spada på Debaser Slussen, Stockholm - DN.SE”. http://www.dn.se/kultur-noje/konsertrecensioner/montt-mardie-napoleon-och-ospada-pa-debaser-slussen-stockholm/. Läst 29 september 2015.
19. ↑  ”Vill visa det opolerade Söder”. Arkiverad från originalet den 29 september 2015. https://archive.is/20150929114316/http://www.mitti.se/vill-visa-det-opolerade-soder/. Läst 29 september 2015.
20. ↑  ”"På Gröne Jägaren får man se att svenskar kan vara grisiga"”. www.stockholmdirekt.se. http://www.stockholmdirekt.se/sodermalmsnytt/pa-grone-jagaren-far-man-se-att-svenskar-kan-vara-grisiga/Ldemka!gsmFomErYZF6f1jh7T@eqQ/. Läst 29 september 2015.
21. ↑  ”PSL-TV «  PSL”. PSL. Arkiverad från originalet den 30 september 2015. https://web.archive.org/web/20150930042718/http://blogg.svt.se/psl/category/psl-tv/page/3/. Läst 29 september 2015.
22. ↑  Lövrander, Tina (22 februari 2015). ”Vill själv ta reda på vad som händer”. www.unt.se. https://www.unt.se/nyheter/uppsala/vill-sjalv-ta-reda-pa-vad-som-hander-3609832.aspx. Läst 14 december 2019.